# Мурадов, Бедир Беимодович
Бедир Беимодович Мурадов (1909—1944) — красноармеец Рабоче-крестьянской Красной Армии, участник Великой Отечественной войны, Герой Советского Союза (1945).

## Биография
Бедир Мурадов родился 19 мая 1909 года в селе Зедван (ныне — Адигенский муниципалитет Грузии). В 1944 году Мурадов был призван на службу в Рабоче-крестьянскую Красную Армию. С того же года — на фронтах Великой Отечественной войны, был пулемётчиком 305-го батальона морской пехоты 83-й отдельной морской стрелковой бригады 46-й армии 2-го Украинского фронта. Отличился во время освобождения Югославии.
Переправившись в декабре 1944 года через Дунай в районе посёлка Опатовац, Мурадов принял активное участие в боях за захват и удержание плацдарма. Участвуя в отражении немецких контратак, он лично уничтожил около взвода немецкой пехоты, уничтожил 1 танк и 1 самоходное артиллерийское орудие. 5 декабря он первым в своём батальоне прорвался к центру Опатоваца и принял активное участие в его очистке от противника. В том бою Мурадов погиб.
Указом Президиума Верховного Совета СССР от 20 апреля 1945 года красноармеец Бедир Мурадов посмертно был удостоен высокого звания Героя Советского Союза. Также посмертно был награждён орденом Ленина.